# Historia nacional
La historia nacional es la segmentación del objeto de la ciencia histórica para restringirse a la nación.

## La construcción de la historia nacional
Desde su origen la historia tiene un sesgo localista que pugna con su vocación universalista (los ejemplos de Heródoto y Tucídides y su vinculación a su propia polis). El providencialismo medieval tiene siempre en mente la unidad del género humano y su común fin escatológico, pero ya Isidoro de Sevilla realiza una Historia Gothorum, y Beda el Venerable centra su historia en la isla británica. Con las crónicas medievales, que justificaban a las nacientes monarquías feudales, el objeto se va identificando con un espacio que en el final de la Edad Media y el comienzo de la Edad Moderna se concretará en los Estados-Nación que surgen al calor de las monarquías autoritarias de Europa Occidental. La Historia de España del Padre Mariana y la España Sagrada del Padre Flórez son los ejemplos más acabados.
La caída del Antiguo Régimen y la historiografía burguesa y nacionalista terminarán de perfilar el modelo de una historia al servicio de la construcción nacional, que en Francia particularmente estará gestionado desde una eficaz escuela pública (diseñada por el historiador Guizot). Józef Piłsudski decía que es el Estado el que hace la nación y no la nación el Estado. Esta concepción de la historia nacional no se desmontará hasta la renovación metodológica de mediados del siglo XX vinculada a la escuela de Annales y la historia de las civilizaciones de Fernand Braudel.
Los nuevos colectivos nacionales, en proceso de formación, necesitaban un nuevo instrumento para la cohesión social. Los liberales necesitaban además un instrumento de legitimación del poder que sustituyera al derecho divino o la cuna que tan bien había funcionado legitimando al antiguo régimen absolutista, al feudalismo y a los emperadores romanos.
Ello contribuyó a la instrumentalización de la historia, trasladándola desde el lugar marginal que ocupaba, hasta el centro de un nuevo sistema pedagógico, útil para formar, a leales ciudadanos.
La historia obtuvo en esa nueva era un protagonismo más relevante que el que tenía en la antigüedad. Este nuevo rango no le hará olvidar la base de su sustento y seguirá manteniendo su finalidad política anterior, pero esta vez, al servicio de los nuevos grupos sociales. El origen de la historia como ciencia en la era moderna es, por tanto, inseparable de su utilidad pública, de su uso como herramienta de legitimación. 
Y es que estos nuevos estados, además de nacionalizar las cuestiones esenciales del presente, la soberanía, la justicia, las riquezas en manos muertas, o el ejército, buscarán también su legitimidad mediante la nacionalización de la cultura, la información, la memoria y el pasado, y todo ello buscando como objetivo una nueva cohesión social. En otras palabras: al mismo tiempo que el nuevo estado irá ordenando el territorio con las nuevas infraestructuras, también ordenará el pasado para hacerlo coherente con el estatus político del presente.
De esta manera los nuevos sistemas educativos basados fundamentalmente en la enseñanza de la historia y la geografía, pasaban a ser uno de los cauces, conscientemente utilizados desde el poder, para la homogeneización de los ciudadanos sobre los que se establecerá una nueva identidad, un nuevo universo simbólico que articulara unas determinadas lealtades y por ende unas determinadas formas de sentir y de actuar. 
Así, transformando el conocimiento de la historia en disciplina de currículo obligatorio dentro de los nuevos sistemas educativos, los nuevos estados liberales ahormaban a la ciudadanía, como perteneciente a un acervo común y configurando en ella comportamientos nacionales.
Para ello los historiadores fueron seleccionando los innumerables hechos históricos con el fin de dotarlos de un destino manifiesto (expresión que se acuñó en la interpretación de la historia de la nación con pasado más breve: los Estados Unidos). Y tal selección conllevaba una afirmación de la rotundidad de algunos hechos y una relativización del significado de otros. 
La forma de escribir la historia decidía por tanto quién fue importante y quién puede ser omitido en la recomposición del pasado. Quién debe ser recordado y quién puede ser olvidado.
De esta manera se realizaba una narración histórica sesgada, que no buscaba explicar sino reclamar: Una narración histórica que otorgase sentido histórico universal al pasado de la comunidad nacional del presente.

## La perversión de la historia nacional
La historia nacional suele servir como arma arrojadiza en las relaciones internacionales, siendo un ejemplo reciente la polémica entre China y Japón por los manuales de historia escolares de este último país y su tratamiento de la ocupación de China por el ejército japonés y la Segunda Guerra Mundial.
De cara al interior, la creación de instituciones o textos legislativos que convierten en oficial una interpretación de los hechos históricos, fijando la memoria histórica, es uno de los recursos más utilizados.

El Instituto de la Memoria Histórica de Ucrania quiere elaborar una historia que se basará en "los hechos reales", pero éstos serán "dosificados en función de la tarea de construir un Estado nacional", explica Ígor Yujnovski, el director. "La dosis de los hechos históricos en los que la nación venció o puede ser exaltada será grande y la dosis en los que la nación perdió será insignificante"...
El instituto debe "mostrar a la sociedad que la independencia del Estado ha sido resultado de la sufrida lucha que la nación ha mantenido durante siglos" y también que "sólo un Estado nacional independiente puede garantizar la existencia física de los ucranios".

En España, la escuela nacionalcatólica del franquismo (descrita por El florido pensil) simplificó de tal manera la historia nacional a transmitir, que la convirtió en una enumeración de santos y héroes españoles que enlazaba a los niños Justo y Pastor y Viriato con Guzmán el Bueno, Santa Teresa y Churruca para acabar en Franco. Por otro lado, la antiespañola conspiración judeomasónica quedaba como fondo oscuro del retrato. La famosa lista de los reyes godos, mito de la memorización infantil, puede servir como ridículo espejo de aquello en lo que la historia nacional puede convertirse.
En el caso de la construcción de la historia nacional argentina, es fundamental la obra de Bartolomé Mitre, que identifica al territorio y a las personalidades destacadas con una idea de la nación argentina considerada casi como preexistente.

## La historia nacional en la actualidad
La posibilidad de hacer una historia nacional profesional, no obstante, no queda negada por desviaciones semejantes, y constituye el más común de los enfoques espaciales, que en todo caso debe ser complementado tanto por la historia local como por enfoques más globales, como la historia continental (Historia de Europa, Historia de América) o la Historia Universal.
José Álvarez Junco ha reflexionado en Mater Dolorosa sobre la construcción de la idea de España en el siglo XIX. Los planteamientos de este autor han suscitado un debate intelectual sobre el surgimiento del concepto de nación española, con el también historiador Antonio Elorza en un sonado cruce de artículos y cartas. Los debates intelectuales y políticos sobre temas como la denominada ley de la memoria histórica, la devolución de los llamados papeles de Salamanca o la manera de tratar la historia en los planes de estudio (desde al menos 1997, con el llamado Plan de reforma de las humanidades siendo Esperanza Aguirre -PP- ministra de educación, que explícitamente pretendía contrarrestar la manera de enfocar ese tema en las comunidades autónomas gobernadas por los nacionalismos periféricos) han venido siendo asuntos con gran repercusión mediática y social en los últimos años.